# Ernst Moewes
Ernst Moewes (* 20. November 1885 in Berlin; † 15. März 1971 ebenda) war ein deutscher Politiker (SPD).

## Leben
Ernst Moewes besuchte eine Volksschule und machte eine Lehre als Mechaniker, später legte er die Prüfung als Werkmeister ab. Er trat dem Deutschen Metallarbeiter-Verband (DMV) und 1905 der SPD bei. Nach dem Ersten Weltkrieg 1918 wurde Moewes in den Kreistag in Angermünde gewählt. 1931 wurde er hauptamtlicher Gewerkschaftssekretär des Deutschen Landarbeiter-Verbands (DLV) in Angermünde. Mit der „Machtergreifung“ der Nationalsozialisten wurde Moewes 1933 entlassen, konnte aber ab 1935 wieder als technischer Angestellter arbeiten. 1941 wurde er Verwaltungsangestellter im Bauamt in Berlin-Mitte.
Nach dem Zweiten Weltkrieg wurde Moewes 1945 von der Sowjetischen Militäradministration in Deutschland (SMAD) mit dem Wiederaufbau der SPD im Bezirk Mitte beauftragt. Der Druck der SMAD auf die Vereinigung von SPD und KPD führte zu zunehmenden Schwierigkeiten, auch Moewes wurde mehrfach vom NKWD festgesetzt, da er ein klarer Gegner der Vereinigung der Parteien war. Im Mai 1946 war er Gastdelegierter des Bezirks Berlin beim Reichsparteitag der SPD in Hannover. Bei der ersten Berliner Wahl im Oktober 1946 wurde er in die Stadtverordnetenversammlung von Groß-Berlin gewählt, bis Ende 1950 gehörte er dem Parlament an. Später wurde Moewes leitender Angestellter beim Senat von Berlin, er war auch zuständig für das Notaufnahmelager Marienfelde.